# Tuļļi Lum
Tuļļi Lum (en livonià significa "neu calenta"; escrit usualment com "Tulli Lum") és una banda estoniano/livoniana de música folk formada el 1999 quan el conjunt estonià va trobar la livoniana Julgī Stalte, originària de Riga, Letònia, mentre estudiava música a Estònia. Especialment remarcable és el fet que la seva cantant, Julgī Stalte, és una de les poques persones que parlen la llengua livònia. La banda es forma el 1999 quan els músics es coneixen a Viljandi, ciutat estoniana famosa pel seu festival de música folklorica.
El treball de la banda està basat en gran manera en l'obra del folklorista Oskar Loorits. Musicalment es considera una fusió entre la música tradicional livoniana i el jazz.

## Membres
- Julgī Stalte – Cantant
- Alari Piispea – Baixista
- Tiit Kikas – Fiddle
- Meelis Unt – Saxòfon
- Jaan Sööt – Guitarra, Kantele o kannel
- Tiit Kevad – Bateria (instrument musical)
- Toomas Rull – Percussio
- Toomas Lunge – Teclat (música), Acordió, Mandolina.

## Album
- Tuļļi Lum (2000)

Llista de cançons:
1. Līgõ (Deixa-ho estar)
2. Tōţi broutšõb Rīgõ (El pare va anar a Riga)
3. Mäd sizār (La nostra germana)
4. Astā, veļ, tȭlpa pǟl (Germà, fes sonar la teva trompeta)
5. Joutõmlaps loul (Canço de l'orfa)
6. Ōra um (És tan estrany)
7. Lōla, izā, lōla, pūoga (Canta, pare, canta, fill)
8. Jōņ loul (Cançó de nit d'estiu)
9. Ni kīlmiz (El gel ha arribat)
10. Sov (Fum)
11. Eijõ (Cançó de bressol)